# Pierre Paris
Pierre Paris (Rodez, Francia, 15 de enero de 1859 - Madrid, 20 de octubre de 1931) fue un arqueólogo e hispanista francés, miembro del Instituto de Francia.
Dirigió en Madrid la Escuela de Altos Estudios Hispánicos y Arqueológicos (delegación de la sede central de la Universidad de Burdeos) y la Casa de Velázquez así como, con Henri Merimée y Alfred Morel-Fatio, el Bulletin Hispanique desde 1899, año de su fundación. Su nombre está unido sobre todo a la arqueología ibérica, pues escribió fundamentalmente estudios sobre el arte y la arqueología de España, como los Promenades archéologiques en Espagne (1910).

## Biografía
Nació en Rodez en 1859, cursó estudios en la Escuela Normal Superior, donde llegó a ejercer como catedrático de Letras. Entre 1882 y 1885 fue miembro de la Escuela Francesa de Atenas. Su interés por el mundo ibérico comenzó en 1887, cuando accedió a la cátedra de Arqueología e Historia del Arte de la Facultad de Letras de Burdeos. Tras un inicial enfoque hacia el mundo griego, sendos viajes a España en aquel año, y en 1895, le inclinaron a cambiar su orientación científica.
Su actividad como arqueólogo en España la inició en el sureste y este, realizando excavaciones en Castellar de Meca, El Amarejo, Orihuela, Rojales, Elche y Sagunto. Con posterioridad realizó excavaciones en Osuna (1903), Almedinilla (1904), Bolonia (1917-1921) y Setefilla (1926-27). Recientemente ha sido descubierto y publicado un interesante álbum inédito de fotografías de sus excavaciones con Arthur Engel en Osuna. En 1897 se adelantó y consiguió adquirir para Francia la recién aparecida y luego tan célebre Dama de Elche.

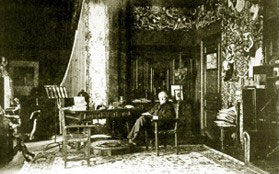
Pierre Paris en su despacho de la Casa Velàzquez de Madrid. (Circa 1920)

Tras la gran actividad desarrollada como arqueólogo durante los primeros años del siglo XX, pasó a ser un gran profesor. Así contribuyó a la creación del Bulletin Hispanique de la Universidad de Burdeos; también participó en la fundación de la Escuela de Altos Estudios Hispánicos del Instituto Francés de Madrid (1909) y de la Casa de Velázquez (1928), de la que fue su primer director.
Fue pionero en intentar abarcar todas las actividades creadoras y productivas de los iberos, desde el arte a su industria, en especial con su obra Essai sur l'art, el l'industrie de l'Espagne primitive (1903-1904).
Murió prematuramente en octubre de 1931 en Madrid, en la propia Casa de Velázquez, de una grave e inesperada infección pulmonar, al regreso de un viaje a Francia, y sus restos reposan en el cementerio de La Almudena de la propia ciudad.

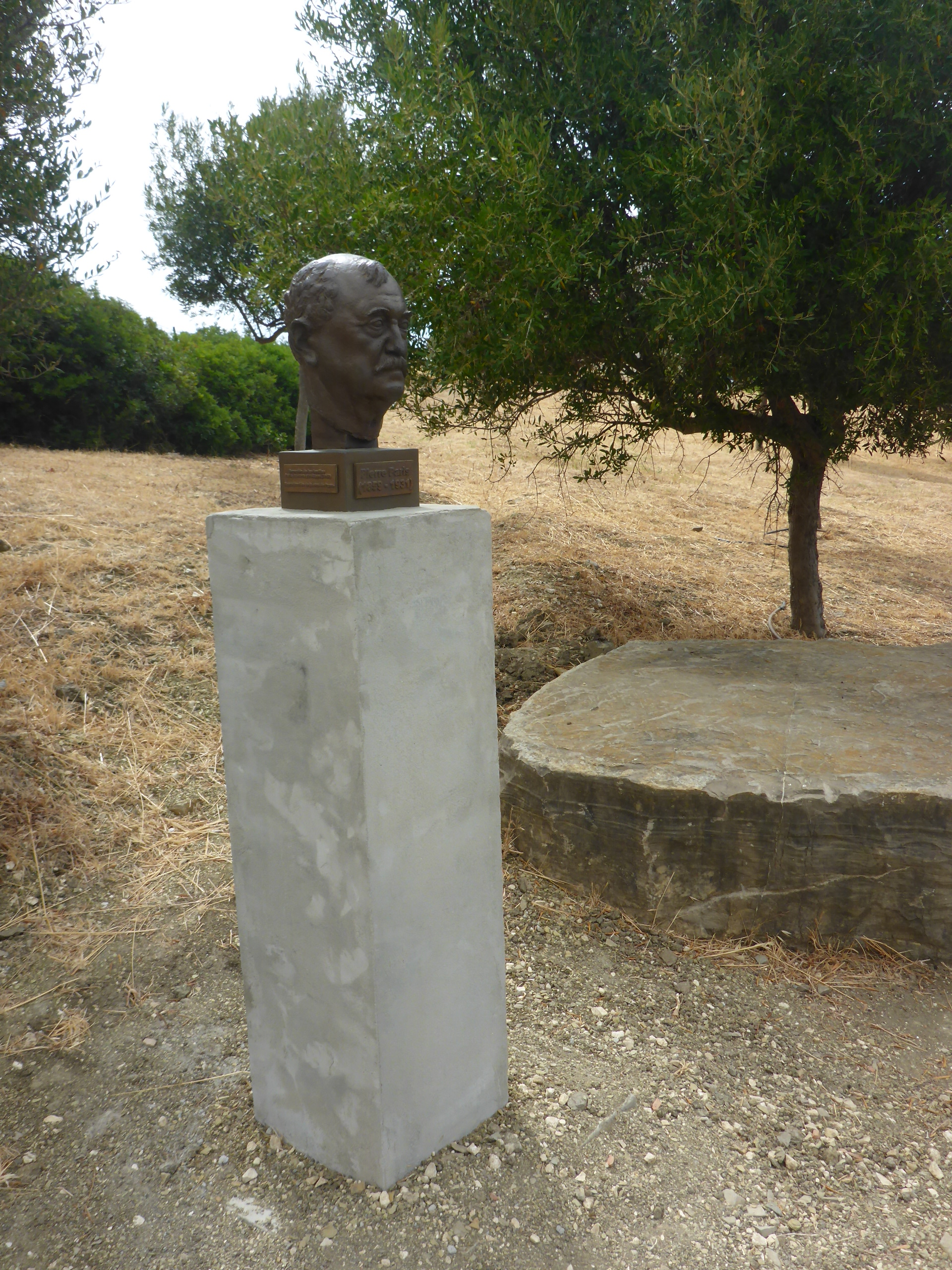
Monumento en Baelo Claudia

## Principales publicaciones
- La Sculpture antique. Paris : Maison Quantin, 1888.
- Élatée, la ville, le temple d'Athéna Cranaia. Paris : E. Thorin, 1891.
- Polyclète. Paris : Librairie de l'art, 1895.
- Essai sur l'art et l'industrie de l'Espagne primitive. Paris : E. Leroux, 1903-1904, vol. 1 ; vol. 2.
- Une forteresse ibérique à Osuna. con Arthur Engel. Extrait des Nouvelles Archives des missions scientifiques et littéraires, 13. Paris : Imprimerie nationale. 1906.
- Lexique des antiquités grecques. con Gabriel Roques. Paris : A. Fontemoing, 1909.
- Promenades archéologiques en Espagne. Paris : E. Leroux, 1910-1921.
- Fouilles de Belo (Bolonia, province de Cadix) (1917-1921). I. La Ville et ses dépendances. amb de George Edward Bonsor, Alfred Laumonier, Robert Ricard et Cayetano de Mergelina. Bordeaux : Feret et fils (« Bibliothèque de l'École des hautes études hispaniques »), 1923.
- Fouilles de Belo (Bolonia, province de Cadix) (1917-1921). II. La Nécropole amb de George Edward Bonsor, Alfred Laumonier, Robert Ricard et Cayetano de Mergelina. Bordeaux : Feret et fils (« Bibliothèque de l'École des hautes études hispaniques »), 1926.
- Fouilles dans la région d'Alcañiz (province de Teruel). I. Le Cabezo del Cuervo. II. Le Taratrato con Vicente Bardavíu. Bordeaux-Paris : E. de Boccard, H. Champion (« Bibliothèque de l'École des hautes études hispaniques »), 1926.
- Goya. Paris : Plon (« Les Maîtres de l'art »), 1928.
- La Peinture espagnole depuis les origines jusqu'au début du XIXe siècle. Paris, Bruxelles : Ed. G. van Oest, 1928.
- Le Musée archéologique national de Madrid. Paris : Éditions d'art et d'histoire, 1936.
- L'Espagne de 1895 et 1897, journal de voyage. Bordeaux : Centre Pierre Paris, 5. Paris : De Boccard, 1979.

### Artículos
- « Buste espagnol de style gréco-asiatique trouvé à Elche (musée du Louvre) ». Monuments et Mémoires de la Fondation Piot, 1897, IV, 2, p. 137-168.
- « Petit Taureau ibérique en bronze du musée provincial de Barcelone ». Bulletin hispanique, 1900, II, p. 165.
- « Sculptures du Cerro de Los Santos ». Bulletin hispanique, 1901, III, 2, p. 113-13.
- « Petit Cavalier ibérique (figurine de bronze au musée du Louvre) ». Bulletin hispanique, 1904, VI, 1, 1904, p. 1-2.
- « Antiquités ibériques du Salobral (Albacete) ». Bulletin hispanique, 1906, VIII, 3, p. 221-224.
- « Le Trésor de Javea (Espagne) ». Revue d'archéologie, 1906, p. 424-435.
- « Fouilles et Recherches à Almedinilla (province de Cordoue) ». Collab. de Arthur Engel, Revue d'archéologie, 1906, 2, p. 49-92.
- « Note sur la céramique ibérique ». L'Anthropologie, XVII, 1907, p. 626-632.
- « Quelques vases ibériques inédits (musée municipal de Barcelone et musée du *Louvre ». Anuario de l'Institut d'Estudis Catalans, 1907, p. 76-88.
- « Fouilles et Découvertes archéologiques en Espagne et au Portugal ». 1908, Bulletin hispanique, X, p. 333-352.
- « L'Archéologie en Espagne et en Portugal, mai 1908-mai 1910 ». Bulletin hispanique, 1911, XIII, 2, p. 109-132.
- « L'Archéologie en Espagne et en Portugal, mai 1910-mai 1912 ». Bulletin hispanique, 1913, XV, p. 1-17, 117-153.
- « La Poterie peinte ibérique d'Emporion ». Revue d'archéologie, 1917, II, p. 75-94.

## Otra bibliografía
- Germán Bleiberg y Julián Marías, Diccionario de literatura española. Madrid: Revista de Occidente, 1964 (3.ª ed.)

- Datos: Q3386511
- Multimedia: Pierre Paris / Q3386511